# 赫肯多夫
赫肯多夫（德語：Höckendorf，發音：[ˈhœkn̩ˌdɔʁf]）是德国萨克森州萨克森施韦茨-东厄尔士山县曾经的一个市镇，面积36.65平方千米，2011年12月31日人口为2,950人。2012年12月31日，赫肯多夫与市镇普雷辰多夫并入市镇克林根贝格。